# Região Geográfica Imediata de Canindé
A Região Geográfica Imediata de Canindé é uma das dezoito regiões imediatas do estado brasileiro do Ceará, uma das cinco regiões imediatas que compõem a Região Geográfica Intermediária de Fortaleza e uma das 509 regiões imediatas no Brasil, criadas pelo IBGE em 2017.
É composta por seis municípios, tendo uma população estimada pelo IBGE para 1.º de julho de 2017, de 205 936 habitantes e uma área total de 9 202,338 km².
A cidade de Canindé é a mais populosa da região, com 77 514 habitantes e também a maior em área, com 3,218,423 km².

## Municípios
- Boa Viagem
- Canindé
- Caridade
- Itatira
- Madalena
- Paramoti